# شهرستن
شهرستن هي قرية في مقاطعة بيرانشهر، إيران. يقدر عدد سكانها بـ 486 نسمة بحسب إحصاء 2016.